# دانداک
شهر دانداک (به انگلیسی: Dundalk) با جمعیت ۲۹٫۰۱۰ نفر در شهرستان لَوث در کشور ایرلند واقع شده‌است.

## تاریخچه
دانداک تاریخ غنی و کهنی دارد که به دوران پیش از میلاد برمی‌گردد. این شهر در طول قرون وسطی نقش مهمی به عنوان یک مرکز تجاری و دفاعی ایفا کرده است. قلعه‌ها و ویرانه‌های تاریخی در اطراف شهر گواهی بر تاریخ پر فراز و نشیب آن هستند.

## جغرافیا و جمعیت
دانداک در کنار خلیج دانداک قرار دارد و بین دوبلین و بلفاست واقع شده است. این موقعیت باعث شده تا این شهر به یک مرکز ارتباطی و تجاری مهم تبدیل شود. طبق آمارهای اخیر، جمعیت این شهر حدود ۴۰ هزار نفر است.

## اقتصاد و صنعت
اقتصاد دانداک بر پایه صنایع سبک، خدمات، و فناوری اطلاعات بنا شده است. این شهر همچنین میزبان چندین شرکت چندملیتی است که در زمینه فناوری و تولید فعالیت می‌کنند. بندر دانداک نیز یکی از مهم‌ترین مراکز تجاری منطقه است.

## فرهنگ و رویدادها
دانداک به خاطر رویدادهای فرهنگی و موسیقی خود شناخته می‌شود. جشنواره‌های سالانه، کنسرت‌ها و نمایشگاه‌های هنری در این شهر برگزار می‌شوند. موسیقی فولکلور ایرلندی در زندگی مردم محلی نقش مهمی دارد.

## جاذبه‌های گردشگری
1. قلعه دانداک: یکی از معروف‌ترین بناهای تاریخی شهر.
2. پارک ملی کارلینگفورد: طبیعت بکر و مناظر دیدنی.
3. کلیساهای تاریخی: مانند کلیسای سنت پاتریک.

## آموزش و ورزش
دانداک دارای مدارس و دانشگاه‌های معتبر است که دانشجویان زیادی را از سراسر منطقه جذب می‌کند. همچنین تیم فوتبال دانداک اف‌سی از تیم‌های موفق لیگ ایرلند است و محبوبیت زیادی در میان مردم محلی دارد.